# Showa-Sanshoku
 (juin 2024).
La mise en forme du texte ne suit pas les recommandations de Wikipédia : il faut le « wikifier ».
Les points d'amélioration suivants sont les cas les plus fréquents. Le détail des points à revoir est peut-être précisé sur la page de discussion.
- Les titres sont pré-formatés par le logiciel. Ils ne sont ni en capitales, ni en gras.
- Le texte ne doit pas être écrit en capitales (les noms de famille non plus), ni en gras, ni en italique, ni en « petit »…
- Le gras n'est utilisé que pour surligner le titre de l'article dans l'introduction, une seule fois.
- L'italique est rarement utilisé : mots en langue étrangère, titres d'œuvres, noms de bateaux, etc.
- Les citations ne sont pas en italique mais en corps de texte normal. Elles sont entourées par des guillemets français : « et ».
- Les listes à puces sont à éviter, des paragraphes rédigés étant largement préférés. Les tableaux sont à réserver à la présentation de données structurées (résultats, etc.).
- Les appels de note de bas de page (petits chiffres en exposant, introduits par l'outil «  Source ») sont à placer entre la fin de phrase et le point final[comme ça].
- Les liens internes (vers d'autres articles de Wikipédia) sont à choisir avec parcimonie. Créez des liens vers des articles approfondissant le sujet. Les termes génériques sans rapport avec le sujet sont à éviter, ainsi que les répétitions de liens vers un même terme.
- Les liens externes sont à placer uniquement dans une section « Liens externes », à la fin de l'article. Ces liens sont à choisir avec parcimonie suivant les règles définies. Si un lien sert de source à l'article, son insertion dans le texte est à faire par les notes de bas de page.
- La présentation des références doit suivre les conventions bibliographiques. Il est recommandé d'utiliser les modèles {{Ouvrage}}, {{Chapitre}}, {{Article}}, {{Lien web}} et/ou {{Bibliographie}}. Le mode d'édition visuel peut mettre en forme automatiquement les références.
- Insérer une infobox (cadre d'informations à droite) n'est pas obligatoire pour parachever la mise en page.

Pour une aide détaillée, merci de consulter Aide:Wikification.
Si vous pensez que ces points ont été résolus, vous pouvez retirer ce bandeau et améliorer la mise en forme d'un autre article.
 (février 2013).
Si vous disposez d'ouvrages ou d'articles de référence ou si vous connaissez des sites web de qualité traitant du thème abordé ici, merci de compléter l'article en donnant les références utiles à sa vérifiabilité et en les liant à la section « Notes et références ».
Le Showa-Sanshoku est une carpe koï tricolore (noir, blanc, rouge). Sa couleur de base est le noir, il comporte donc des marques hi (rouges) et shiro (blanches) sur le corps. Il est souvent confondu avec le Sanke, une autre variété avec les mêmes couleurs. Le sanke lui dispose d'un fond blanc avec des taches rouges et noires.
On reconnait un Showa au fait que l'on retrouve le noir sur la tête et qu'environ 30 % des nageoires pectorales sont remplies par du sumi (noir) en tache épaisse et appelée motoguro. À la différence du Sanke, qui est un poisson blanc avec des marques rouges et noires sur le corps, et ne comportant pas  de noir sur la tête et en dessous de la ligne latérale. Le sanke peut également avoir du noir sur les nageoires sous forme de ligne ( téjima).
Le showa sanshoku est un koi relativement récent. Les premières remarques sur ce koi datent des années 1920. On le rencontre sous sa forme actuelle que depuis les années 1960.
Le showa sanshoku se décline en plusieurs types. On peut remarque le showa maruten, un rond rouge sur la tête (maru) et un motif showa sur le reste du corps. Le hi showa qui lui présente un pattern avec un fort accent sur le rouge et le kindai showa qui lui privilégie le blanc. On note également le tancho showa, rond rouge sur la tête et motif noir et blanc sur le reste du corps. Ce rond rouge (maru) peut être barré d'une bande noire appelée menware qui apporte un impact visuel.
Le showa sanshoku est un koi toujours très apprécié des amateurs. Plusieurs éleveurs, tous japonais, se sont construit une réputation sur cette variété. On peut nommer ,Dainichi koi farm , Isa showa.
L'évolution vers le showa moderne débuta par le  croisement d'un kohaku et d'un ki utsuri par Jukichi Hoshino.Les premiers nés de cette union étaient bien loin du showa actuel. Il faut attendre autour des années 1940 pour voir les résultats obtenus par Tomiji Kobayashi et sa lignée Kobayashi showa avec un rouge enfin profond...Les premières showa modernes (plus kindai) n'arrivent pas avant les années 60.

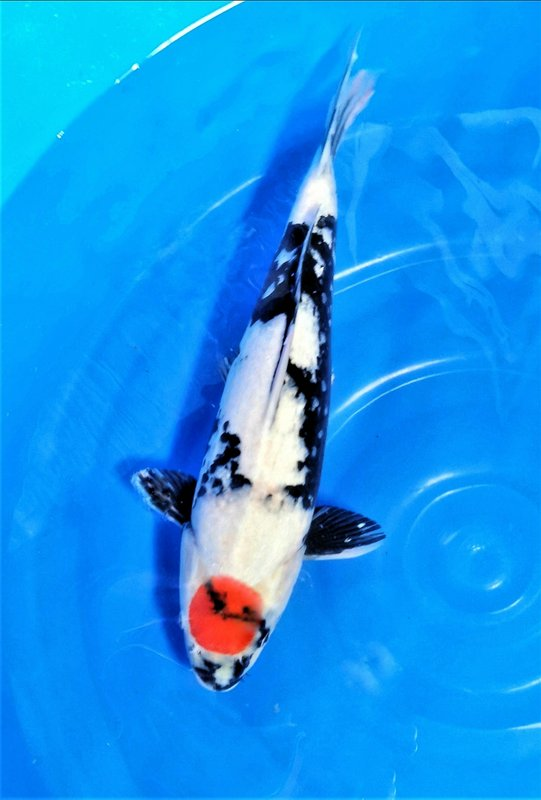
Tancho showa nisai NND
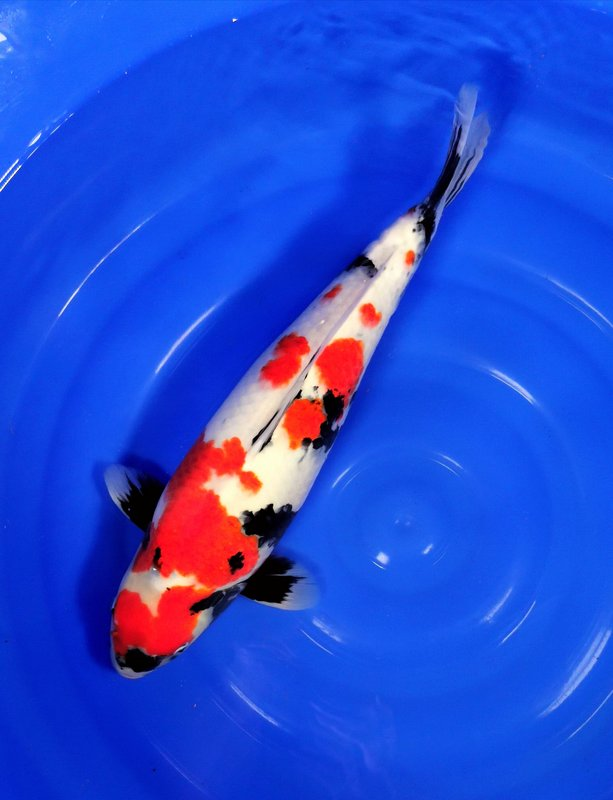
KOI NISAI SHOWA D' ISA SHOWA
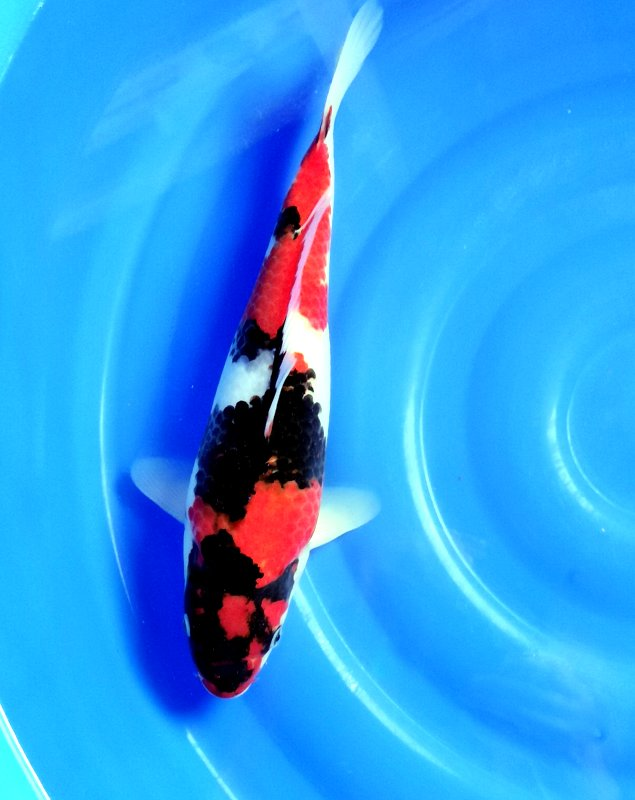
KOI SHOWA NISAI DE NND
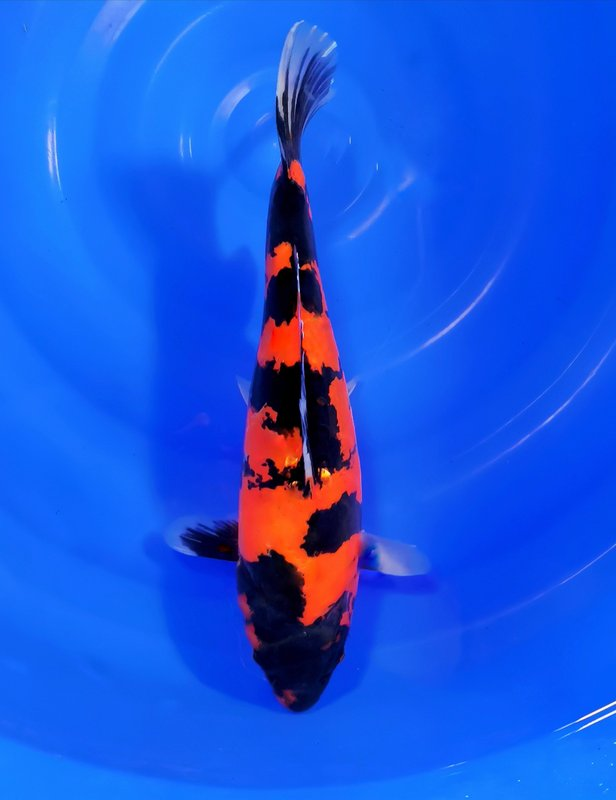
un nisai hi showa de l'éleveur Conias